# Joseph Quy Lam Cong
Joseph Quy Lam Cong (* 25. April 1975 in Biên Hòa, Provinz Đồng Nai, Vietnam) ist ein römisch-katholischer Theologe. Er war von 2005 bis 2006 Professor und Generalsekretär am Institutum Patristicum Augustinianum.

## Leben
Lam Cong wurde 1975 in Biên Hòa in der Nähe von Ho-Chi-Minh-Stadt geboren, 1982 siedelte er mit seinen Eltern nach Zeil am Main in Deutschland um. Nach seinem Abitur 1992 trat Lam Cong in das Priesterseminar in Würzburg ein. Er studierte Theologie und Philosophie in Würzburg und Rom. Lam Cong wurde 1996 Mitglied der katholischen Studentenverbindung KDStV Thuringia Würzburg im CV und später noch der KAV Capitolina Rom im CV. 1999 trat er in die Ordensgemeinschaft der Augustiner (Ordo Sancti Augustini OSA) im Kloster Germershausen ein; 2000 legte er die erste Profess ab. Von 2000 bis 2002 studierte er Theologie mit Ausrichtung Patrologie an der Katholieke Universiteit Leuven. 2005 wurde er ebenda mit einer Arbeit über die Menschheit Jesu Christi in den Werken des Augustinus von Hippo zum Dr. theol. promoviert.
2005 erhielt er einen Ruf auf die Professur für augustinische Studien am Institutum Patristicum Augustinianum der Päpstlichen Lateranuniversität. Von 2005 bis 2006 war Lam Cong zudem Generalsekretär und Generalprokurator des Institutum Patristicum Augustinianum. Seit Februar 2006 ist er Direktor des für den Bereich Medien zuständigen Sekretariats in der Generalkurie des Augustinerordens in Rom.
Am 3. März 2006 empfing er in Rom die Diakonweihe von Walter Kardinal Kasper, am 16. September 2006 empfing er von Altbischof Paul-Werner Scheele in der Würzburger Augustinerkirche die Priesterweihe.
Lam Cong hat zahlreiche wissenschaftliche Werke zu augustinischen Themen verfasst. Unter anderem schrieb er für das Augustinus-Lexikon die Lemmata hodie, Iesus und incarnatio. Er ist darüber hinaus Autor vergleichender Studien über Augustinus und Friedrich Schleiermacher, Augustinus und Immanuel Kant, Augustinus und Karl Rahner und weiterer wissenschaftlicher Rezensionen wie Die Menschheit Jesu Christi und die Gottesschau in Augustins Werk "De trinitate", in Augustiniana 54 (2004) Seite 417–430, und Der Einfluss des Augustinus auf die Theologie des Papstes Benedikt XVI, in Augustiniana 56 (2006) Seite 411–432.
Seit Herbst 2007 ist Joseph Quy Lam Cong in Erlenbach bei Marktheidenfeld in der Seelsorge tätig.